# Trebouxiophyceae
Trebouxiophyceae é uma classe de algas verdes clorofitas unicelulares da divisão Chlorophyta. O género mais conhecido é Chlorella, muito usado em trabalhos de laboratório por ser fácil de cultivar e por uma potencial fonte de alimento para humanos. A circunscrição taxonómica é pouco conhecida.

## Descrição
Um caso evolutivamente incomum ocorre com o género Prototheca, que perdeu os cloroplastos e em consequência a capacidade fotossintética, adoptando  um modo de vida saprófito ou parasita, colonizando plantas, animais ou humanos e produzindo a infecção denominada prototecose.
A classe inclui os seguintes géneros:
- Choricystis
- Crucigenia
- Koliellopsis
- Leptosira
- Rhopalosolen
- Viridiella
- Prototheca